# Bleach: Dark Souls
Bleach: Dark Souls, conocido en Japón como Bleach DS 2nd Kokui Hirameku Chinkonka (Requiem) (BLEACH DS 2nd 黒衣ひらめく鎮魂歌（レクイエム)?), es un videojuego de lucha basado en la popular serie de manga Bleach para Nintendo DS. Esta consola ya recibió otro título de esta misma saga, Bleach: The Blade of Fate. Bleach: Dark Souls cuenta con más de 40 personajes y varios modos de juego.

## Combates
Los combates son individuales(uno contra uno) o de varios luchadores(hasta 4), y también por equipos de dos contra dos y uno contra tres, en escenarios en dos dimensiones en los que hay dos planos en los que un luchador puede pasar siempre que quiera.
En los combates se pueden encontrar los siguientes indicadores:

### Pantalla superior
- Poder espiritual: Es una barra que se divide a su vez en 3 barras que se gastan al usar algún ataque especial. Son necesarias para realizar algunos ataques especiales y potenciar otros. Se recarga automáticamente.
- Presión espiritual: Es una barra situada bajo el indicador de alma. Tiene 3 niveles, y es necesaria para realizar los super ataques (dependiendo del super ataque consume 1 o 3 niveles de presión espiritual). Se recarga al usar ataques normales y algunos ataques especiales sin usar poder espiritual(con los botones Y y X). Al inicio del combate, el luchador que dañe primero al enemigo ganará un nivel de presión espiritual.
- Alma: Es una barra azul que se sitúa sobre el indicador de presión espiritual y que indica la salud del jugador. Va bajando a medida que recibimos golpes de los enemigos. Cuando se agote seremos derrotados.
- Tiempo: Indica el tiempo restante para que acabe el combate.

### Pantalla táctil
- Cartas espíritu: Son cartas que se activan para obtener ventajas en combate, como restringir el salto a tus oponentes, recuperar salud, etc. Para activarlas se necesita un tiempo de carga, y cuando se activa, hay que esperar un tiempo para usar otras(todo eso depende de qué carta se usa. Solamente se pueden llevar 10 cartas de la baraja en cada combate.
- Comandos especiales: Son los ataques especiales y los super ataques. Se activan tocando los indicadores. Algunos no están disponibles siempre ya que requieren poder espiritual y presión espiritual.

## Sistema de control
El juego se maneja con los botones y la pantalla táctil:
- A: Ataque fuerte.
- X: Ataque medio.
- Y: Ataque débil.
- B: Shun-po(El personaje se teletrasporta una pequeña distancia evitando así algunos ataques)
- L: Cambio de plano.
- R: Protegerse.
- Start: Menú de pausa.
- Select: Provocación.
- Cruceta:

Arriba: Salto (2 veces para doble salto).

Izquierda: Avanzar hacia la izquierda (2 veces para correr. En el aire, 2 veces para desplazarse en el aire).

Derecha: Avanzar hacia la derecha (2 veces para correr. En el aire, 2 veces para desplazarse en el aire).

Abajo: Agacharse.

La pantalla táctil se usa para activar las cartas espíritu, los ataques especiales y los super ataques (los ataques especiales y los super ataque se pueden activar mediante combinaciones de botones, que dependen del personaje elegido).

## Personajes
- Ichigo Kurosaki: Estudiante del Instituto q de Karakura. Nació con la habilidad de ver fantasmas. Descubrió que su destino era ser Shinigami sustituto cuando conoció a Rukia Kuchiki.

- Rukia Kuchiki: Shinigami de la División 13. Creció en el "Perro colgante" del Distrito Rukongai, junto a Renji Abarai. Después fue adoptada por el clan Kuchiki, como hermana de Byakuya. Ichigo y sus amigos la salvaron de ser ejecutada durante el complot de Aizen.

- Orihime Inoue: Compañera de clase de Ichigo en Karakura. Un poco loca pero inteligente y buena persona. Cae bien a todos. Está enamorada de Ichigo en secreto.

- Uryu Ishida: Compañero de clase de Ichigo y estudiante de primera. Es un Quincy, raza dedicada a destruir Hollows. Odia a los Shinigami, a los que culpa de la muerte de su abuelo.

- Yasutora Sado: Compañero de clase de Ichigo en Karakura. Todos lo llaman Chad. Gran hombre de pocas palabras y monstruosa fuerza. A pesar de su aspecto, es buena persona y le gustan las cosas bonitas. Al salvar a las hermanas de Ichigo de los Hollows, descubrió sus habilidades y su brazo derecho se transformó.

- Ganju Shiba: Va por el distrito de Rukongai montado en su jabalina Bonnie. Hermano de Kaien y Kukaku Shiba. Odia a los Shinigami, a los que culpa de la muerte de su hermano Kaien. Descubrió la verdad sobre al muerte de Kaien cuando rescató a Rukia.

- Renji Abarai: Subcapitán de la División 6. Este Shinigami creció en el Perro colgante del Distrito de Rudongai con Rukia Kuchiki. Iba al Instituto central de Almas con Izuru y Momo.

- Byakuya Kuchiki: Capitán de la División 6. Descendiente 28 de la familia Kuchiki, una de las más nobles e importantes. El capitán más fuerte de todos los tiempos. Hermano de Rukia. Cumpliendo el deseo de Hisana, su esposa fallecida, adoptó a Rukia (la hermana pequeña de ésta) en la familia Kuchiki.

- Gin Ichimaru: Excapitán de la Divión 3. Se alió con Aizen, traicionó a la Sociedad de Almas y huyó al Hueco Mundo. Es un viejo amigo de Rangiku.

- Kenpachi Zaraki: Capitán de la División 11. Poderoso Shinigami muy agresivo. Consiguió su puesto tras vencer al anterior capitán, aunque no puede usar el Bankai. Lleva un parche en un ojo y cascabeles en el pelo, para disfrutar más en los combates.

- Tōshirō Hitsugaya: Capitán de la División 10. el Shinigami más joven que ha ocupado dicho cargo. Creció con Hinamori en el Distrito de Rukongai y siempre la protege.

- Momo Hinamori: Subcapitana de la División 5. Amiga de la infancia de Hitsugaya, al que llama "pequeño Shiro". Fue al Instituto central de Almas con Renji en Izuru. Aizen la traicionó e hirió de gravedad. Maestra de las artes Kidô. Muestra un tremendo poder en las batallas.

- Kaname Tosen: Excapitán de la División 9. Es ciego pero maneja la espada con gran habilidad. Buscando la paz, ayudó a Aizen a traicionar a la Sociedad de Almas y huyó a Hueco Mundo. Es un entusiasta de la paz y se enfrenta a los que intentan acabar con ella.

- Sajin Komamura: Capitán de la División 7. Es un hombre lobo pero lo oculta tras un casco de bambú. Todos lo rechazaban por su aspecto, pero Shigekuni Genryusai Yamamoto lo acogió. Por eso se siente en deuda con Yamamoto y le es leal hasta la muerte. Es un viejo amigo de Kaname Tosen, y espera su regreso a pesar de su traición.

- Mayuri Kurotsuchi: Capitán de la División 12 y subdirector del Departamento de investigación y desarrollo. Un científico loco que usará cualquier medio para satisfacer sus ansias de investigación.

- Shunsui Kyōraku: Capitán de la División 8. Le pierden el alcohol y las mujeres. No parece tomarse nada en serio, pero en realidad es listo e intuitivo.

- Jushiro Ukitake: Capitán de la División 13. A causa de una enfermedad en susu pulmones, su pelo se ha vuelto blanco. Tiene buen corazón y es muy querido.

- Suì-Fēng: Capitana de la División 2 y componente de las fuerzas especiales. Descendiente 9 del clan Fon, especializado en ejecuciones y asesinatos.

- Shigekuni Yamamoto-Genryūsai: Capitán de la División 1 y comandante en jefe de las 13 divisiones guardianas del Seireitei. Bajo su Shihakushô se esconde un cuerpo curtido en mil batallas.

- Yoruichi Shihōin: La forma humana de Yoruichi. Ayudó a Ichigo a salvar a Rukia en la Sociedad de almas. Fue comandante de las fuerzas especiales y descendiente 23 de la familia Shihoin.

- Sōsuke Aizen: Excapitán de la División 5. Su amabilidad le hizo muy popular, pero es tan solo una fachada para ganar confianza. Traicionó a la Sociedad de Almas y huyó a Hueco Mundo.

- Nemu Kurotsuchi: Subcapitana de la División 12. La creó Mayuri sin su gigai y tecnología gikon. Ella obedece sus órdenes sin rechistar.

- Ichigo Kurosaki (Hollow): Una forma del poder espiritual de Ichigo que existe en su interior. Se parece a Ichigo, pero es mucho más agresivo.

- Yachiru Kusajishi: Subcapitana de la División 11. Siempre está con Kenpachi. Su aspecto y su forma de hablar la hacen parecer una niña inocente, pero lucha con excepcional fiereza.

- Kon: Alma modificada creada para el proyecto Cabeza de lanza. Vive en un león de peluche. Es un alegre pervertido y las mujeres le pierden. Actúa sin razonar, pero Rukia lo tiene a raya.

- Bonnie: Jabalina de Ganju. Ataca a ciegas y suele atropellar a Ganju. Lleva escrita la frase "Tracción a las cuatro ruedas" por todo su cuerpo.

- Tatsuki Arisawa: Compañera de clase de Ichigo en Karakura. Muy amiga de Orihime. Cinturón negro de karate, quedó la segunda en el torneo nacional de institutos.

- Kisuke Urahara: El dueño de la Tienda Urahara. Es amable pero enigmático. Sabe mucho de tecnología y la historia de la Sociedad de almas.

- Ikkaku Madarame: Tercer oficial de la División 11. Lo que más le gusta en este mundo es un buen combate. Ha aprendidp a usar Bankai, uno de los requisitos para ser capitán. Pero lo oculta porque quiere estar bajo las órdenes de Kenpachi.

- Iduru Kira: Subcapitán de la División 3. Alumno ejemplar del Instituto central de Almas y compañero de clase de Momo y Renji.

- Hanatarō Yamada: Séptimo oficial de la División 4 y líder de la unidad 14 de rescate avanzado. Sus poderes curativos ayudaron a Ichigo y sus amigos a salvar a Rukia.

- Rangiku Matsumoto: Subcapitana de la División 10. Es un tanto imprevisible, pero se puede contar con ella en las situaciones difíciles. Era amiga de Gin desde antes de que ambos se uniesen a las 13 divisiones guardianas del Seireitei.

- Don Kanonji: Carismático médium que presenta un popular programa de televisión. Es Karakura Dorado y líder de los superhéroes Karakura.

- Kukaku Shiba: La experta en fuegos artificiales del Distrito Rukon. Hermana de Ganju Shiba. Es mandona, decidida y generosa. Ayudó a Ichigo a salvar a Rukia.

- Shuhei Hisagi: Subcapitán de la División 9. Se graduó en el Instituto central de Almas con excelentes notas. Su potencial es de sobra conocido.

- Ururu Tsumugiya: Dependienta de la Tienda Urahara. Callada y tímida. Es Karalura Rosa en los superhéroes Karakura, dirigidos por Don Kanonji.

- Ririn: Alma modificada creada por Kisuke Urahara. Vive en un pájaro de peluche y puede crear ilusiones.

- Yuichi Shibata: El Hollow Shrieker le robó el alma y la encerró en el cuerpo de un periquito. Chad lo ayudó y después se lo encontró en la Sociedad de Almas. Son como hermanos.

- Grand Fisher: El Hollow que mató a Masaki, la madre de Ichigo. Con el cebo especial de su cabeza captura humanos para robarles su poder espiritual. Perdió ante Ichigo y quiere vengarse.

## Modos de juego
- Modo historia: Cuenta la historia del juego mientras se van cumpliendo misiones de combates, minijuegos, etc.

- Modo arcade: Supera todos los combates para conseguir la máxima puntuación.

- Modo VS: Participa en combates sólo o en modo multijugador en red local o vía WI-FI.

- Modo entrenamiento: Practica los movimientos de cualquier personaje.

- Modo contrarreloj: Completa todos los combates en el menor tiempo posible.

- Modo supervivencia: Aguanta todos los combates que puedas antes de que te derroten. En este modo la salud no se regenera al empezar otro combate y las cartas espíritu que uses no las volverás a poder usar.

- Modo construcción de baraja: Personaliza la baraja de cartas espíritu que quieres usar en combate.